# Il Popolo
Il Popolo è stato un quotidiano politico fondato a Roma il 5 aprile 1923 da Giuseppe Donati. Fu organo del Partito Popolare Italiano (1924-1925), della Democrazia Cristiana (1944-1994) e di nuovo del Partito Popolare Italiano (1994-2002).

## Storia
Nacque nell'aprile 1923 come quotidiano indipendente vicino al Partito Popolare Italiano di don Luigi Sturzo. La linea di Donati fu improntata a mettere gli elettori cattolici in guardia dal fascismo e a mostrarne l'impronta eversiva. L'improvviso abbandono della segreteria del PPI da parte di don Sturzo (10 luglio 1923) non ebbe effetti immediati sulla linea del giornale. L'antifascismo del quotidiano si acuì in seguito al delitto Matteotti (10 giugno 1924). Dal 9 ottobre 1924 divenne l'organo ufficiale del partito.
Il 1º maggio 1925 pubblicò il Manifesto degli intellettuali antifascisti, unico quotidiano italiano insieme con Il Mondo. Preso di mira dal regime, poco tempo dopo il direttore fu costretto a lasciare l'incarico. Giuseppe Donati partì per un volontario esilio a Parigi, dove giunse il 13 giugno. Le pubblicazioni ripresero il 4 luglio sotto la guida del caporedattore Giuseppe Margotti ma il quotidiano continuò ad essere oggetto di nuovi e ripetuti sequestri. Dal 19 novembre 1925 Il Popolo fu costretto a sospendere le pubblicazioni per tutta la durata del regime fascista.
La testata fu ripresa il 1º ottobre 1943, nella Roma occupata dai nazisti. Furono pubblicati in clandestinità 14 numeri, fino al 18 maggio 1944. Il 4 giugno avvenne l'ingresso degli Alleati nell'Urbe. Il 5 giugno Il Popolo fu l'unico quotidiano in circolazione a Roma, mentre tutte le altre testate tornarono ad uscire a partire dal 6. Dopo la Liberazione di Roma, Il Popolo divenne l'organo ufficiale della neonata Democrazia Cristiana, con la direzione di Guido Gonella. Il quotidiano aveva anche un'edizione e una redazione per l'Alta Italia, con sede a Milano, che fu diretta da vari giornalisti, tra i quali Francesco Casnati (1892–1970), Mario Melloni (1902-1989), Ezio Dall'Asén (1890-1950). Nel 1946 Gonella lasciò la direzione a Igino Giordani che la mantenne fino al 1947. Tra il 1946 e il 1951 la DC ebbe anche un settimanale ufficiale, Popolo e Libertà.
Dal 1956 al 1960 fu direttore del quotidiano Ettore Bernabei. Dal 1945 Il Popolo uscì con un'edizione nazionale e con edizioni regionali a Milano (Il Popolo di Milano), Firenze e Napoli. Nel 1974, oltre alle edizioni regionali già esistenti, furono aperte quelle per Emilia-Romagna, Toscana e Umbria
Nel 1994, sciolta la DC, divenne giornale del nuovo Partito Popolare Italiano di Mino Martinazzoli. Dal 22 gennaio, sotto la testata, all'indicazione "Quotidiano politico del Partito Popolare Italiano", appare la specificazione "fondato da Giuseppe Donati". Rimarrà per tutta la campagna elettorale.
Nel 1995, con la scissione all'interno del partito fra l'ala di Rocco Buttiglione, che auspicava l'intesa con le forze di centro-destra, e quella di Gerardo Bianco, che invece auspicava l'ingresso nella coalizione di centro-sinistra, cui seguirono turbinose vicende giudiziarie, il giornale fu affidato alla seconda.
Nel 1997 è avvenuta la privatizzazione, con lo scioglimento della vecchia società editrice, la "Seip", e la fondazione de "Il Popolo s.r.l.", con Gianni Locatelli presidente. Le pubblicazioni cessano nel febbraio del 2003, con la nascita del nuovo quotidiano della Margherita, Europa, il quale ne ha assorbito parte della redazione e molti collaboratori.
Dopo la sentenza della Corte di Cassazione n. 25999 del 23 dicembre 2010, che stabilì che la Democrazia Cristiana non era mai stata sciolta per un errore di procedura, «Il Popolo» ha ripreso le sue pubblicazioni come giornale online.

## Direttori
- Giuseppe Donati (1923-1925)

Aldo Moro eletto segretario della Democrazia Cristiana («Il Popolo», 18 marzo 1959)

- Sospensione delle pubblicazioni (1925-1943)
- Ripresa delle pubblicazioni nell'autunno 1943 in clandestinità
- Guido Gonella (giugno 1944 - 14 luglio 1946)
  - Giorgio Ceccherini, redattore responsabile (16 - 31 luglio 1946)
- Igino Giordani (1º agosto 1946 - 1º luglio 1947)
  - Giorgio Ceccherini, redattore responsabile (1º agosto 1946 - 1º luglio 1947)
- Luigi Agostino Mondini (2 luglio 1947 - 9 agosto 1949)
  - Giorgio Ceccherini, redattore responsabile (2 luglio 1947 - 26 settembre 1948)
- Mario Melloni (10 agosto 1949 - 17 gennaio 1951)
- Rodolfo Arata (18 gennaio 1951 - 3 luglio 1956)
- Ettore Bernabei (4 luglio 1956 - 3 dicembre 1959)

Dal 1948 la legge sulla stampa (legge n. 47/1948) prevede che, "quando il direttore [di una testata giornalistica] sia investito di mandato parlamentare, deve essere nominato un vice direttore, che assume la qualità di responsabile" (art. 3). Il primo parlamentare nominato alla direzione del «Popolo» fu Aldo Moro nel 1959. Nella tabella sottostante sono elencati separatamente i direttori investiti di mandato parlamentare e i responsabili.
| Periodo                             | Direttore                                                                   | Responsabile - Qualifica                                               |
| 4 dicembre 1959 - 7 gennaio 1961    | Aldo Moro                                                                   | Ettore Bernabei - Vicedirettore responsabile                           |
| 8-28 gennaio 1961                   | Aldo Moro                                                                   | Raniero La Valle - Responsabile                                        |
| 29 gennaio 1961 - 5 dicembre 1963   | Aldo Moro                                                                   | Piero Pratesi - Responsabile                                           |
| 6 dicembre 1963 - 24 luglio 1964    | Giovanni B. Scaglia                                                         | Piero Pratesi - Responsabile                                           |
| 25 luglio – 7 ottobre 1964          | nessuno                                                                     | Piero Pratesi - Responsabile                                           |
| 8 ottobre - 9 dicembre 1964         | Mariano Rumor                                                               | Piero Pratesi - Responsabile                                           |
| 10 dicembre 1964 - 4 marzo 1967     | Mariano Rumor                                                               | Nerino Rossi - Direttore responsabile                                  |
| 5 marzo – 16 dicembre 1967          | Mariano Rumor                                                               | Franco Amadini - Direttore responsabile                                |
| 17 dicembre 1967 - 16 febbraio 1974 | nessuno                                                                     | Franco Amadini - Direttore responsabile                                |
| 17 febbraio 1974 - 3 luglio 1975    | nessuno                                                                     | Gianni Pasquarelli - Direttore responsabile                            |
| 4 luglio 1975 - 23 aprile 1976      | nessuno                                                                     | Franco Franchini - Direttore responsabile                              |
| 24 aprile 1976 - 21 marzo 1980      | Corrado Belci                                                               | Marcello Gilmozzi - Direttore responsabile                             |
| 22 marzo 1980 - 6 gennaio 1981      | Luciano Radi                                                                | Marcello Gilmozzi - Direttore responsabile                             |
| 7 gennaio 1981 - 1º giugno 1982     | Franco Maria Malfatti                                                       | Marcello Gilmozzi - Direttore responsabile                             |
| 2 giugno 1982 - 23 settembre 1986   | Giovanni Galloni                                                            | Marcello Gilmozzi - Direttore responsabile                             |
| 24 settembre - 21 novembre 1986     | Paolo Cabras                                                                | Marcello Gilmozzi - Direttore responsabile                             |
| 22 novembre 1986 - 21 giugno 1987   | Paolo Cabras                                                                | Pier Antonio Graziani - Direttore responsabile                         |
| 22 giugno 1987 - 4 aprile 1989      | Paolo Cabras                                                                | Pier Antonio Graziani - Condirettore Giuseppe Sangiorgi – Responsabile |
| 5 aprile 1989 - 3 novembre 1992     | Sandro Fontana                                                              | Remigio Cavedon – Direttore responsabile                               |
| 4 novembre 1992 - 31 luglio 1994    | Sergio Mattarella                                                           | Pio Cerocchi – Direttore responsabile                                  |
| 1º agosto 1994 - 27 marzo 1995      | Rocco Buttiglione, pro tempore Luca Borgomeo (dir. politico e responsabile) |                                                                        |
| 28 marzo - 31 luglio 1995           | Rocco Buttiglione, Gianfranco Rotondi (condirettore politico)               | Paolo Pinna (Direttore responsabile)                                   |
| 1º agosto - 8 ottobre 1995          | Gerardo Bianco                                                              | Francesco Saverio Garofani – Direttore responsabile                    |
| 10 ottobre 1995 - Giugno 1999       | Guido Bodrato                                                               | Francesco Saverio Garofani – Direttore responsabile                    |
| Giugno 1999 - Ottobre 2000          | Gerardo Bianco                                                              | Francesco Saverio Garofani – Direttore responsabile                    |
| Ottobre 2000 - 27 giugno 2001       | nessuno                                                                     | Francesco Saverio Garofani – Direttore responsabile                    |
| 28 giugno 2001 - 28 dicembre 2002   | Giampaolo D'Andrea                                                          | Francesco Saverio Garofani – Direttore responsabile                    |